# 오마르 알리 사이푸딘 모스크

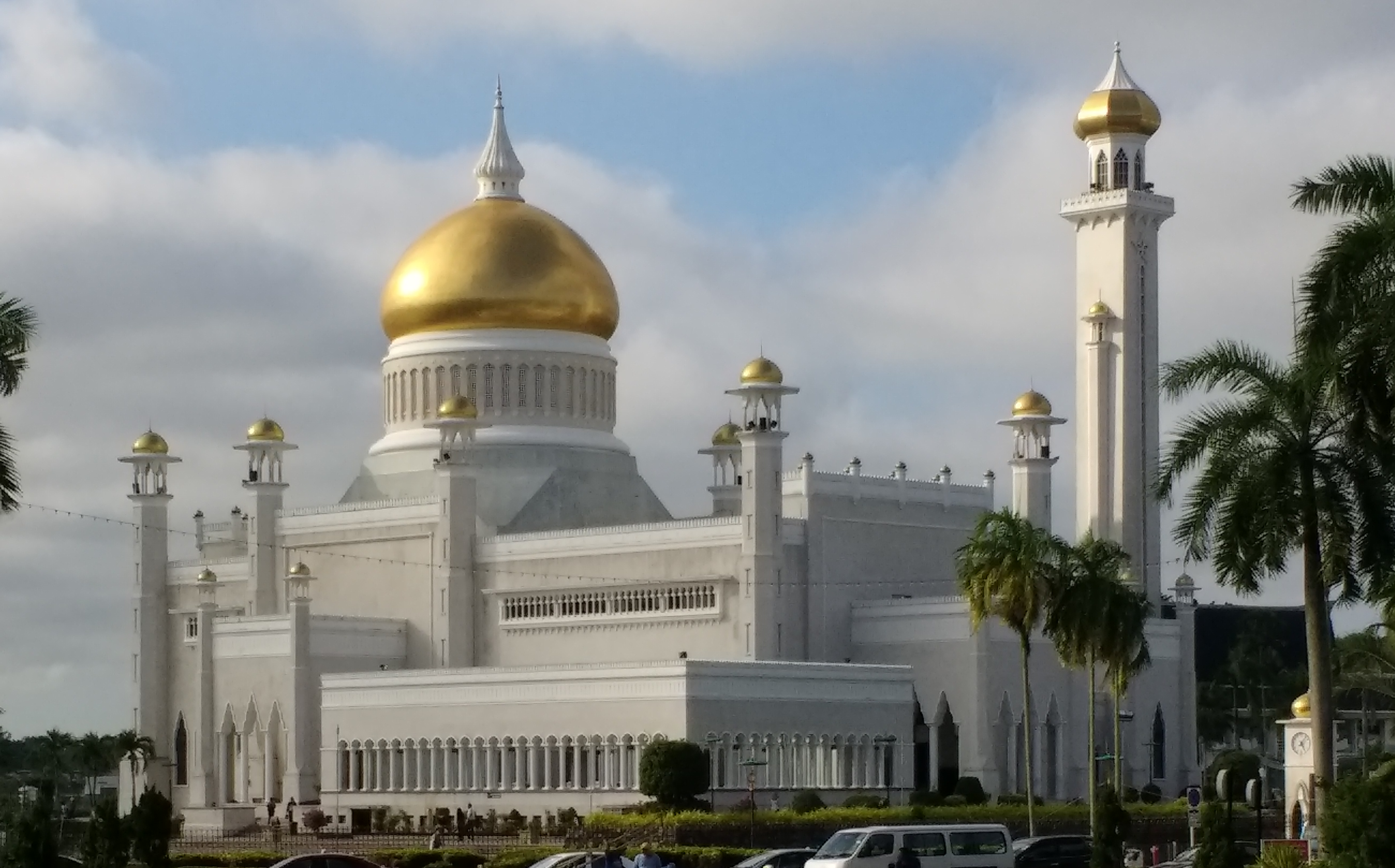
오마르 알리 사이푸딘 모스크

오마르 알리 사이푸딘 모스크(말레이어: Masjid Omar Ali Saifuddien)는 브루나이 반다르스리브가완에 있는 모스크이다. 이 모스크는 브루나이의 가장 크고 오래된 모스크 중 하나이며, 브루나이의 28대 술탄이자 현재 군주인 하사날 볼키아 술탄의 아버지인 오마르 알리 사이푸딘 3세 (1914~1986)의 이름을 따서 명명된 것이다. 이 모스크는 브루나이의 이슬람 신앙을 상징하는 역할을 하고 있다.